# Ryūji Mochizuki
Ryūji Mochizuki (japanisch 望月 竜次 Mochizuki Ryūji; * 6. September 1988 in Yaizu) ist ein ehemaliger japanischer Fußballspieler.

## Karriere
Mochizuki erlernte das Fußballspielen in der Schulmannschaft der Tokai University Shoyo High School und der Universitätsmannschaft der Fuji-Tokoha-Universität. Seinen ersten Vertrag unterschrieb er 2011 bei Fujieda MYFC. Am Ende der Saison 2011 stieg der Verein in die Japan Football League auf. Am Ende der Saison 2013 stieg der Verein in die J3 League auf. Für den Verein absolvierte er 80 Ligaspiele. Ende 2016 beendete er seine Karriere als Fußballspieler.